# Benoît Gonod
Benoît Gonod, né le 12 septembre 1792 à Artemare et mort le 14 février 1849 à Clermont-Ferrand, est un professeur et bibliothécaire français. Il est l'inventeur de la première sténotype.

## Biographie

### Enfance et formation
Né le 12 septembre 1792 à Artemare de Joséphine Morellet et Anthelme Gonod-de-la-Tour-d'Artemare, Benoît Gonod a étudié au collège de Belley puis au séminaire de l'Argentière à Aveize dans le Rhône.

### Enseignant
Il revient à Belley pour enseigner en classe de cinquième vers 1810. À partir de 1815, il enseigne en classe de sixième au collège de Clermont-Ferrand. Il monte ensuite par degré et par ancienneté à la chaire de rhétorique, et refuse la direction du collège pour rester professeur.
Il a rédigé divers traités pédagogiques, mais aussi publié des cartes et même travaillé à une machine cosmographique,.

### Bibliothécaire
Il est nommé en 1827 bibliothécaire de la ville et prend en main le classement des collections provenant des confiscations révolutionnaires.
Par des acquisitions, effectuées très souvent de ses propres deniers, il contribue à l'enrichissement des collections de la bibliothèque municipale de Clermont-Ferrand dont il publie le catalogue en 1839.

### Savant
Ampère déclare dans la préface à son Essai d'une classification naturelle des connaissances humaines qu'en 1832 Gonod lui a proposé d'aider à sa rédaction, et y a coopéré de telle sorte que cette rédaction lui appartient autant qu'à lui-même.
Gonod participe à toutes les publications auvergnates, publie de nombreuses études sur la région, édite des textes comme Les Mémoires sur les Grands Jours d'Auvergne tenus à Clermont en 1665 de Fléchier (ce qui suscita un scandale) ou les Lettres de Armand-Jean Le Bouthillier de Rancé, abbé et réformateur de la Trappe de Rancé.
À partir de 1824, il devient membre de l'Académie des sciences, belles-lettres et arts de Clermont-Ferrand. Il en devient vice-président.
Le 16 avril 1845, il est élu à l'Académie des sciences, belles-lettres et arts de Savoie, avec pour titre académique Correspondant.

### Mort

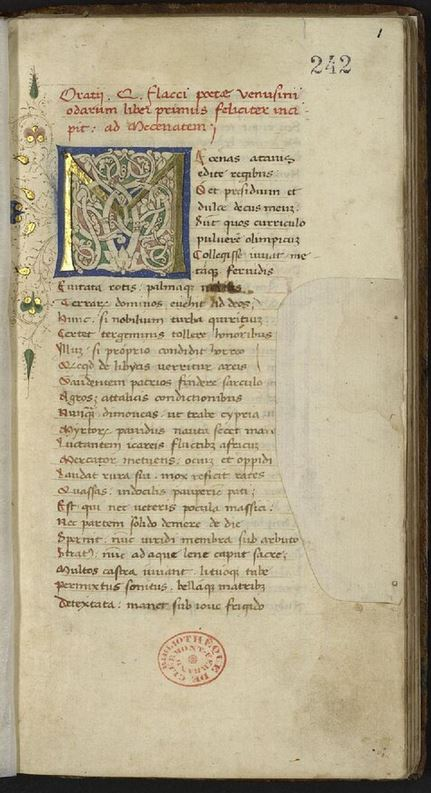
Odes et épodes d'Horace (1457), manuscrit donné à la bibliothèque de la Ville par sa veuve en 1850

Gonod meurt subitement en 1849 et ne voit pas la publication du second volume de son catalogue de la bibliothèque consacré à l'Auvergne. La publication de l'ouvrage est assurée par l'Académie des sciences, belles-lettres et arts de Clermont-Ferrand.
Gonod était aussi collectionneur et bibliophile et avait réuni une bibliothèque personnelle. En 1850, conformément à son testament, sa veuve donne une partie de sa bibliothèque à la bibliothèque municipale  et une autre partie au Lycée de Clermont :

« Je désire que ma bibliothèque ne soit pas vendue, et que ma femme distribue la plupart des ouvrages qui la composent entre nos neveux et deux établissements auxquels mon existence a été vouée, le Collège royal de Clermont et la bibliothèque de la Ville, suivant des convenances qu'elle connaît, et sa pleine et libre volonté. »

#### Épitaphe

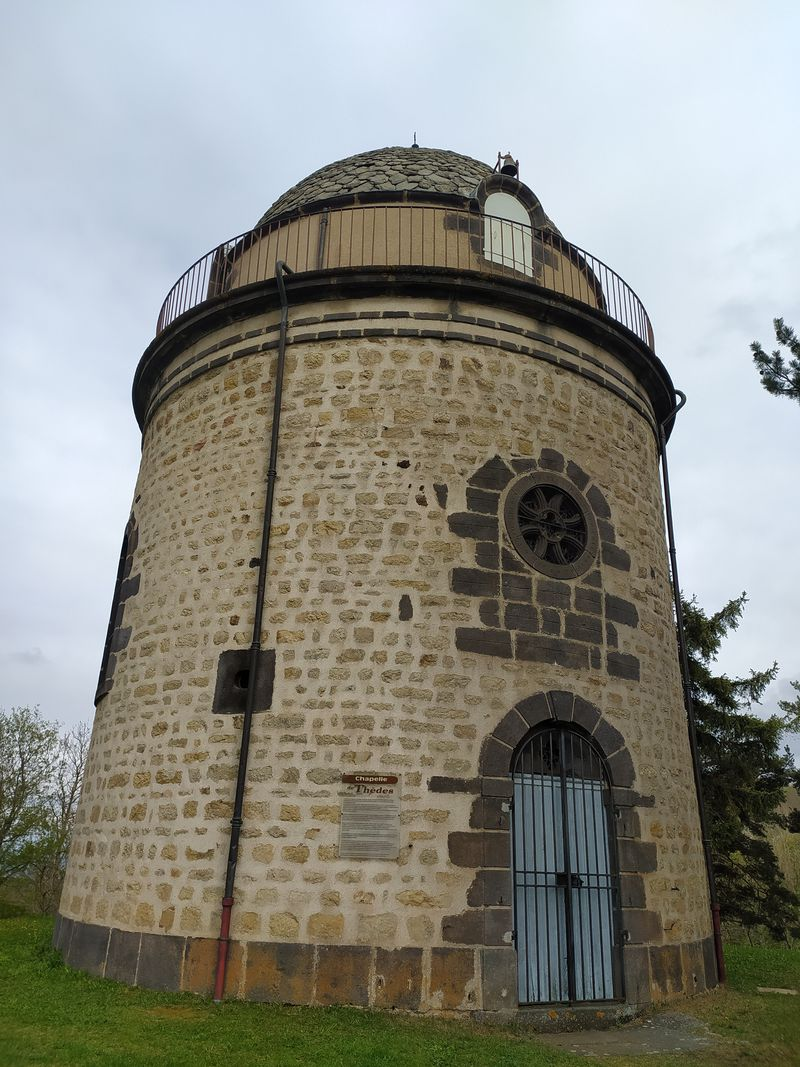
La chapelle de Thèdes

Benoît Gonod a fait construire pour lui et sa femme un tombeau à Thèdes, un hameau de la commune de Saint-Genès-Champanelle où il avait une villégiature. Il a écrit lui-même le texte à placer sur sa stèle avant son décès.
```
Eco Sum Resurrectio et Vita

Ici Reposent

Benoît Gonod
Professeur en Rhétorique
au Lycée de Clermont
vice-président de l'Académie
des Sciences, Arts, et Belles Lettres
Chevalier de la Légion d'Honneur
décédé le 14 février 1849
Âgé de 56 ans
Profondément instruit,
plus modeste encore,
au cœur aimant et généreux,
Noble victime du devoir,
La joie et l'orgueil
de sa compagne chérie.
```

```
Il passa en faisant le bien.
```

```
Prions pour lui.
```

## Distinctions
- 1er mai 1845 [1]:  Chevalier de la Légion d'honneur

## Hommages
Une rue bordant la place de Jaude porte son nom à Clermont-Ferrand.

## Publications
Liste non-exhaustive.
- « Note sur une machine tachygraphique, présentée à la société académique de Clermont-Ferrand, au mois d'avril 1827, par Monsieur Gonod, Membre de cette société. (avec deux figures explicatives) », Annales scientifiques, littéraires et industrielles de l'Auvergne, no 1,‎ 1828, p. 132-138 (lire en ligne)
- Chronologie des évêques de Clermont et des principaux événemens de l'histoire ecclésiastique de l'Auvergne, Clermont-Ferrand, impr. Thibaud-Landriot, 1833 (lire en ligne)
- Description statistique et historique du département du Puy-de-Dôme suivie d'un dictionnaire topographique des communes et d'un dictionnaire biographique de tous les personnages célèbres nés dans le département, 1834Livre 5 de l'ensemble La France. Description géographique, statistique et topographique, présentant l'état actuel, physique, moral, politique, militaire, administratif, judiciaire, religieux, financier, agricole, industriel, commercial, scientifique et littéraire des départements de la France et de ses colonies, avec une carte et un dictionnaire topographique, biographique et bibliographique de chaque département [Texte imprimé] / publiée... par M. Loriol, d'après des documents authentiques, des communications officielles, des notes et renseignements fournis par des députés, des savants et des industriels, 1834-1836
- Catalogue des livres imprimés et manuscrits de la bibliothèque de la ville de Clermont-Ferrand (Puy-de-Dôme), mis en ordre par B. Gonod,..., Clermont-Ferrand, Chez impr. de Perol, 1839, XII-653 p. (lire en ligne)
- Notice historique sur la cathédrale de Clermont-Ferrand, Clermont, Imprimerie de Thibaud-Landriot Frères, 1839, 72 p. (lire en ligne)
- Notice historique sur le château de Villeneuve, Clermont, Imprimerie de Thibaud-Landriot Frères, 1839, 72 p. (lire en ligne)
- Recherches sur la maison où Blaise Pascal est né et sur la fortune d'Etienne Pascal, son père, Clermont, Imprimerie de Thibaud-Landriot Frères, 1847 (lire sur Wikisource)
- Benoît Gonod, Catalogue des ouvrages imprimés et manuscrits concernant l'Auvergne, extrait du catalogue général de la Bibliothèque de Clermont-Ferrand, Clermont-Ferrand, Impr. Thibaud-Landriot Frères, 1849, 234 p. (lire en ligne)Publication posthume

En tant qu'éditeur scientifique de manuscrits conservés à la bibliothèque de Clermont-Ferrand :
- Mémoires de Jehan de Vernyes, Clermont-Ferrand, Thibaud-Landriot, 1838 (lire en ligne)réimprimé chez Aubry en 1874, chez Slatkine en 1976

- Mémoires de Fléchier sur les Grands-jours tenus à Clermont en 1665-1666, Paris, Porquet, 1844, 461 p. (lire en ligne)
- Lettres de Armand-Jean Le Bouthillier de Rancé, abbé et réformateur de la Trappe, recueillies et publ. par B. Gonod, bibliothécaire de la ville de Clermont-Ferrand, Paris, Librairie d'Amyot, 1846 (lire en ligne)

Benoît Gonod a aussi édité Horace, dont il conservait de nombreux ouvrages dans sa bibliothèque personnelle (donnés à la ville en 1850) :
- Quinti Horatii Flacci Opera, ad usum scholarum edidit variorumque notis illustravit B. G***, Claromon-Ferrandi : apud Thibaud-Landriot, 1840
- Q. Horatii Flacci Epistola ad Pisones de Arte poetica. Épître d'Horace aux Pisons sur l'art poétique. Texte revu sur les manuscrits et sur les éditions les plus estimées, version française, notes diverses, discussion des leçons et interprétations différentes, études sur les préceptes, etc. ; précédé d'une introduction où sont traitées diverses questions relatives à ce poème par B. Gonod,... Suivi d'une traduction en vers français par C.-F.-X. Chanlaire,... Clermont-Ferrand : Thibaud-Landriot, 1841